# Иоффе, Михаил Соломонович
Михаил Соломонович Ио́ффе (2 сентября 1917, Самара — 14 июля 1996, Дюссельдорф) — советский учёный-физик, доктор физико-математических наук.

## Биография
Родился 2 сентября 1917 года в Самаре в еврейской семье. Окончил ЛГУ (1941).
В 1941—1945 служил в РККА. Участник войны (связист, старший лейтенант). 
В 1945—1949 работал в ЛФТИ, с 1945 года — в Курчатовском институте: научный сотрудник, старший научный сотрудник, начальник лаборатории, ведущий научный сотрудник — консультант.
Кандидат (1953), доктор (1970, тема «Исследование удержания плазмы в адиабатических ловушках») физико-математических наук.
Научные интересы: атомная физика, физика плазмы, управляемый термоядерный синтез.
Умер 14 июля 1996 года в Дюссельдорфе (Германия).

## Награды
- Сталинская премия третьей степени (1953) — за разработку и внедрение в промышленность электромагнитного метода разделения изотопов и получение этим методом лития-6.
- Премия «За мирный атом» (1969) — за оригинальные эксперименты в области горячей плазмы. Под давлением правительства СССР был вынужден отказаться от премии.
- Государственная премия СССР (1970) — за участие в исследовании неустойчивости высокотемпературной плазмы в магнитном поле и создании метода её стабилизации «магнитной ямой».
- орден Красной Звезды (28.8.1945)
- два ордена Отечественной войны II степени (9.8.1944; 6.4.1985)
- медали

## Палки Иоффе
Изобрёл «палки Иоффе» — систему из четырех проводников с электрическим током, расположенных параллельно оси открытой магнитной ловушки, пробкотрона. При этом направления соседних токов чередуются. Палки Иоффе создают квадрупольную добавку к магнитному полю ловушки, тем самым увеличивая пробочное отношение и время жизни плазмы.